# Ronde van Italië 2019/Startlijst
Dit artikel beschrijft de startlijst van de 102e Ronde van Italië die op zaterdag 11 mei 2019 van start gaat in Bologna. In totaal doen er 22 ploegen mee aan de rittenkoers die op zondag 2 juni 2019 eindigt in de stad Verona. Iedere ploeg moet acht wielrenners inschrijven voor de wedstrijd, wat het totaal aantal deelnemers op 176 brengt.

## Overzicht

### Movistar Team
| rugnummer | renner             | prestaties deze ronde                                                     | opmerkingen                       | eindklassering |
| --------- | ------------------ | ------------------------------------------------------------------------- | --------------------------------- | -------------- |
| 1         | Mikel Landa        |                                                                           |                                   | 4e             |
| 2         | Andrey Amador      |                                                                           |                                   | 39e            |
| 3         | Richard Carapaz    | Winnaar: 4e en 14e etappe 14e, 15e, 16e, 17e, 18e, 19e, 20e en 21e etappe | Eindwinnaar Ronde van Italië 2019 | 1e             |
| 4         | Héctor Carretero   |                                                                           |                                   | 88e            |
| 5         | Lluís Mas          |                                                                           |                                   | 126e           |
| 6         | Antonio Pedrero    |                                                                           |                                   | 46e            |
| 7         | José Joaquín Rojas |                                                                           |                                   | 50e            |
| 8         | Jasha Sütterlin    |                                                                           |                                   | 120e           |

### AG2R La Mondiale
| rugnummer | renner            | prestaties deze ronde                     | opmerkingen                   | eindklassering |
| --------- | ----------------- | ----------------------------------------- | ----------------------------- | -------------- |
| 11        | Tony Gallopin     |                                           | opgave in de zestiende etappe | opgave         |
| 12        | François Bidard   |                                           |                               | 30e            |
| 13        | Nico Denz         |                                           |                               | 124e           |
| 14        | Hubert Dupont     |                                           |                               | 47e            |
| 15        | Ben Gastauer      |                                           |                               | 79e            |
| 16        | Nans Peters       | Winnaar: 17e etappe 9e, 10e en 11e etappe |                               | 61e            |
| 17        | Alexis Vuillermoz |                                           |                               | 29e            |
| 18        | Larry Warbasse    |                                           |                               | 52e            |

### Androni-Sidermec-Bottecchia
| rugnummer | renner            | prestaties deze ronde | opmerkingen | eindklassering |
| --------- | ----------------- | --------------------- | ----------- | -------------- |
| 21        | Francesco Gavazzi |                       |             | 58e            |
| 22        | Manuel Belletti   |                       |             | 109e           |
| 23        | Mattia Cattaneo   |                       |             | 28e            |
| 24        | Miguel Flórez     |                       |             | 72e            |
| 25        | Marco Frapporti   |                       |             | 81e            |
| 26        | Fausto Masnada    | Winnaar: 6e etappe    |             | 20e            |
| 27        | Matteo Montaguti  |                       |             | 53e            |
| 28        | Andrea Vendrame   |                       |             | 55e            |

### Astana Pro Team
| rugnummer | renner             | prestaties deze ronde                                       | opmerkingen                | eindklassering |
| --------- | ------------------ | ----------------------------------------------------------- | -------------------------- | -------------- |
| 31        | Miguel Ángel López | 1e, 2e, 3e, 4e, 5e, 16e, 17e, 18e en 19e, 20e en 21e etappe | Winnaar Jongerenklassement | 7e             |
| 32        | Peio Bilbao        | Winnaar: 7e en 20e etappe                                   |                            | 31e            |
| 33        | Manuele Boaro      |                                                             |                            | 90e            |
| 34        | Dario Cataldo      | Winnaar: 15e etappe                                         |                            | 48e            |
| 35        | Jan Hirt           |                                                             |                            | 27e            |
| 36        | Jon Izagirre       |                                                             |                            | 36e            |
| 37        | Davide Villella    |                                                             |                            | 60e            |
| 38        | Andrej Zejts       |                                                             |                            | 26e            |

### Bahrain-Merida
| rugnummer | renner             | prestaties deze ronde | opmerkingen                                                   | eindklassering |
| --------- | ------------------ | --------------------- | ------------------------------------------------------------- | -------------- |
| 41        | Vincenzo Nibali    |                       |                                                               | 2e             |
| 42        | Valerio Agnoli     |                       |                                                               | 93e            |
| 43        | Grega Bole         |                       |                                                               | 110e           |
| 44        | Damiano Caruso     |                       |                                                               | 23e            |
| 45        | Andrea Garosio     |                       |                                                               | 98e            |
| 46        | Kristijan Koren    |                       | Uit koers gehaald vanwege betrokkenheid bij Operatie Aderlass | opgave         |
| 47        | Antonio Nibali     |                       |                                                               | 76e            |
| 48        | Domenico Pozzovivo |                       |                                                               | 19e            |

### Bardiani CSF
| rugnummer | renner           | prestaties deze ronde | opmerkingen                            | eindklassering |
| --------- | ---------------- | --------------------- | -------------------------------------- | -------------- |
| 51        | Enrico Barbin    |                       | Afgestapt tijdens de veertiende etappe | opgave         |
| 52        | Giovanni Carboni | 6e, 7e en 8e etappe   |                                        | 57e            |
| 53        | Luca Covili      |                       |                                        | 84e            |
| 54        | Mirco Maestri    |                       |                                        | 103e           |
| 55        | Umberto Orsini   |                       | Niet gestart voor de negende etappe    | opgave         |
| 56        | Lorenzo Rota     |                       |                                        | 85e            |
| 57        | Manuel Senni     |                       |                                        | 59e            |
| 58        | Paolo Simion     |                       |                                        | 140e           |

### BORA-hansgrohe
| rugnummer | renner              | prestaties deze ronde                                                                   | opmerkingen              | eindklassering |
| --------- | ------------------- | --------------------------------------------------------------------------------------- | ------------------------ | -------------- |
| 61        | Rafał Majka         |                                                                                         |                          | 6e             |
| 62        | Pascal Ackermann    | Winnaar: 2e en 5e etappe 2e, 4e, 5e, 6e, 7e, 8e, 9e, 10e, 18e en 19e, 20e en 21e etappe | Winnaar Puntenklassement | 122e           |
| 63        | Cesare Benedetti    | Winnaar: 12e etappe                                                                     |                          | 74e            |
| 64        | Davide Formolo      |                                                                                         |                          | 14e            |
| 65        | Jay McCarthy        |                                                                                         |                          | 62e            |
| 66        | Paweł Poljański     |                                                                                         |                          | 89e            |
| 67        | Michael Schwarzmann |                                                                                         |                          | 114e           |
| 68        | Rudiger Selig       |                                                                                         |                          | 127e           |

### CCC Team
| rugnummer | renner             | prestaties deze ronde | opmerkingen                                 | eindklassering |
| --------- | ------------------ | --------------------- | ------------------------------------------- | -------------- |
| 71        | Amaro Antunes      |                       |                                             | 54e            |
| 72        | Josef Černý        |                       |                                             | 115e           |
| 73        | Víctor de la Parte |                       |                                             | 21e            |
| 74        | Kamil Gradek       |                       |                                             | 129e           |
| 75        | Jakub Mareczko     |                       | Buiten tijd gefinisht in de twaalfde etappe | opgave         |
| 76        | Łukasz Owsian      |                       |                                             | 73e            |
| 77        | Laurens ten Dam    |                       | Opgave tijdens de zesde etappe              | opgave         |
| 78        | Francisco Ventoso  |                       |                                             | 87e            |

### Deceuninck–Quick-Step
| rugnummer | renner           | prestaties deze ronde | opmerkingen                           | eindklassering |
| --------- | ---------------- | --------------------- | ------------------------------------- | -------------- |
| 81        | Elia Viviani     |                       | Niet gestart voor de twaalfde etappe  | opgave         |
| 82        | Eros Capecchi    |                       |                                       | 37e            |
| 83        | Mikkel Honoré    |                       |                                       | 101e           |
| 84        | Bob Jungels      |                       |                                       | 33e            |
| 85        | James Knox       |                       | Niet gestart voor de dertiende etappe | opgave         |
| 86        | Fabio Sabatini   |                       |                                       | 92e            |
| 87        | Florian Sénéchal |                       | Opgave tijdens de twintigste etappe   | opgave         |
| 88        | Pieter Serry     |                       |                                       | 38e            |

### Team EF Education First p/b Cannondale
| rugnummer | renner           | prestaties deze ronde | opmerkingen                      | eindklassering |
| --------- | ---------------- | --------------------- | -------------------------------- | -------------- |
| 91        | Sacha Modolo     |                       | Opgave tijdens de zevende etappe | opgave         |
| 92        | Sean Bennett     |                       |                                  | 106e           |
| 93        | Matti Breschel   |                       | Opgave in vierde etappe          | opgave         |
| 94        | Nathan Brown     |                       |                                  | 67e            |
| 95        | Jonathan Caicedo |                       |                                  | 108e           |
| 96        | Hugh Carthy      | 12e etappe            |                                  | 11e            |
| 97        | Joe Dombrowski   |                       |                                  | 12e            |
| 98        | Tanel Kangert    |                       |                                  | 18e            |

### Groupama-FDJ
| rugnummer | renner              | prestaties deze ronde                                          | opmerkingen                        | eindklassering |
| --------- | ------------------- | -------------------------------------------------------------- | ---------------------------------- | -------------- |
| 101       | Arnaud Démare       | Winnaar: 10e etappe 11e, 12e, 13e, 14e, 15e, 16e en 17e etappe |                                    | 123e           |
| 102       | Jacopo Guarnieri    |                                                                |                                    | 132e           |
| 103       | Ignatas Konovalovas |                                                                | Opgave tijdens de dertiende etappe | opgave         |
| 104       | Olivier Le Gac      |                                                                |                                    | 112e           |
| 105       | Tobias Ludvigsson   |                                                                |                                    | 82e            |
| 106       | Valentin Madouas    |                                                                |                                    | 13e            |
| 107       | Miles Scotson       |                                                                |                                    | 138e           |
| 109       | Ramon Sinkeldam     |                                                                |                                    | 133e           |

### Israel Cycling Academy
| rugnummer | renner            | prestaties deze ronde | opmerkingen | eindklassering |
| --------- | ----------------- | --------------------- | ----------- | -------------- |
| 111       | Davide Cimolai    |                       |             | 130e           |
| 112       | Awet Gebremedhin  |                       |             | 128e           |
| 113       | Guillaume Boivin  |                       |             | 125e           |
| 114       | Conor Dunne       |                       |             | 135e           |
| 115       | Krists Neilands   |                       |             | 100e           |
| 116       | Rubén Plaza       |                       |             | 71e            |
| 117       | Guy Niv           |                       |             | 113e           |
| 118       | Kristian Sbaragli |                       |             | 77e            |

### Lotto Soudal
| rugnummer | renner             | prestaties deze ronde     | opmerkingen                            | eindklassering |
| --------- | ------------------ | ------------------------- | -------------------------------------- | -------------- |
| 121       | Caleb Ewan         | Winnaar: 8e en 11e etappe | Niet gestart voor de twaalfde etappe   | opgave         |
| 122       | Victor Campenaerts |                           |                                        | 111e           |
| 123       | Jasper De Buyst    |                           | Afgestapt tijdens de vijftiende etappe | opgave         |
| 124       | Thomas De Gendt    |                           |                                        | 51e            |
| 125       | Adam Hansen        |                           |                                        | 68e            |
| 126       | Roger Kluge        |                           | Afgestapt tijdens de dertiende etappe  | opgave         |
| 127       | Jelle Vanendert    |                           | Afgestapt tijdens de vijfde etappe     | opgave         |
| 128       | Tosh Van der Sande |                           |                                        | 64e            |

### Mitchelton-Scott
| rugnummer | renner                  | prestaties deze ronde | opmerkingen                         | eindklassering |
| --------- | ----------------------- | --------------------- | ----------------------------------- | -------------- |
| 131       | Simon Yates             |                       |                                     | 8e             |
| 132       | Jack Bauer              |                       |                                     | 95e            |
| 133       | Brent Bookwalter        |                       | niet gestart in de zestiende etappe | opgave         |
| 134       | Esteban Chaves          | Winnaar: 19e etappe   |                                     | 40e            |
| 135       | Luke Durbridge          |                       |                                     | 78e            |
| 136       | Lucas Hamilton          |                       |                                     | 25e            |
| 137       | Christopher Juul-Jensen |                       |                                     | 70e            |
| 138       | Mikel Nieve             |                       |                                     | 17e            |

### Nippo-Vini Fantini-Faizanè
| rugnummer | renner           | prestaties deze ronde | opmerkingen                               | eindklassering |
| --------- | ---------------- | --------------------- | ----------------------------------------- | -------------- |
| 141       | Marco Canola     |                       |                                           | 107e           |
| 142       | Nicola Bagioli   |                       | Afgestapt tijdens de zestiende etappe     | opgave         |
| 143       | Damiano Cima     | Winnaar: 18e etappe   |                                           | 137e           |
| 144       | Sho Hatsuyama    |                       |                                           | 142e           |
| 145       | Juan José Lobato |                       |                                           | 134e           |
| 146       | Hiroki Nishimura |                       | Buiten tijd gefinisht in de eerste etappe | opgave         |
| 147       | Giovanni Lonardi |                       | Afgestapt tijdens de dertiende etappe     | opgave         |
| 148       | Ivan Santaromita |                       |                                           | 102e           |

### Team Dimension Data
| rugnummer | renner                  | prestaties deze ronde | opmerkingen                                  | eindklassering |
| --------- | ----------------------- | --------------------- | -------------------------------------------- | -------------- |
| 151       | Giacomo Nizzolo         |                       | Niet van start gegaan in de dertiende etappe | opgave         |
| 152       | Scott Davies            |                       |                                              | 118e           |
| 153       | Enrico Gasparotto       |                       |                                              | 69e            |
| 154       | Amanuel Ghebreigzabhier |                       |                                              | 45e            |
| 155       | Ryan Gibbons            |                       |                                              | 91e            |
| 156       | Ben O'Connor            |                       |                                              | 32e            |
| 157       | Mark Renshaw            |                       | Afgestapt tijdens de dertiende etappe        | opgave         |
| 158       | Danilo Wyss             |                       |                                              | 83e            |

### Team INEOS
| rugnummer | renner             | prestaties deze ronde  | opmerkingen                   | eindklassering |
| --------- | ------------------ | ---------------------- | ----------------------------- | -------------- |
| 161       | Pavel Sivakov      | 13e, 14e en 15e etappe |                               | 9e             |
| 162       | Eddie Dunbar       |                        |                               | 22e            |
| 163       | Tao Geoghegan Hart |                        | Opgave in de dertiende etappe | opgave         |
| 164       | Sebastian Henao    |                        |                               | 24e            |
| 165       | Christian Knees    |                        |                               | 96e            |
| 166       | Jhonatan Narváez   |                        |                               | 80e            |
| 167       | Salvatore Puccio   |                        |                               | 86e            |
| 168       | Iván Sosa          |                        |                               | 44e            |

### Team Jumbo-Visma
| rugnummer | renner          | prestaties deze ronde                                          | opmerkingen                 | eindklassering |
| --------- | --------------- | -------------------------------------------------------------- | --------------------------- | -------------- |
| 171       | Primož Roglič   | Winnaar: 1e en 9e etappe 1e, 2e, 3e, 4e en 5e etappe 1e etappe |                             | 3e             |
| 172       | Koen Bouwman    |                                                                |                             | 41e            |
| 173       | Laurens De Plus |                                                                | Opgave in de zevende etappe | opgave         |
| 174       | Sepp Kuss       |                                                                |                             | 56e            |
| 175       | Tom Leezer      |                                                                |                             | 119e           |
| 176       | Paul Martens    |                                                                |                             | 75e            |
| 177       | Antwan Tolhoek  |                                                                |                             | 65e            |
| 178       | Jos van Emden   |                                                                |                             | 104e           |

### Team Katjoesja Alpecin
| rugnummer | renner                 | prestaties deze ronde | opmerkingen                           | eindklassering |
| --------- | ---------------------- | --------------------- | ------------------------------------- | -------------- |
| 181       | Ilnoer Zakarin         | Winnaar: 13e etappe   |                                       | 10e            |
| 182       | Enrico Battaglin       |                       |                                       | 66e            |
| 183       | Jenthe Biermans        |                       |                                       | 117e           |
| 184       | Marco Haller           |                       |                                       | 116e           |
| 185       | Reto Hollenstein       |                       |                                       | 94e            |
| 186       | Vjatsjeslav Koeznetsov |                       | niet gestart in de zeventiende etappe | opgave         |
| 187       | Daniel Navarro         |                       | Opgave in de vierde etappe            | opgave         |
| 188       | Dmitri Strachov        |                       |                                       | 121e           |

### Team Sunweb
| rugnummer | renner         | prestaties deze ronde | opmerkingen                            | eindklassering |
| --------- | -------------- | --------------------- | -------------------------------------- | -------------- |
| 191       | Tom Dumoulin   |                       | Afgestapt tijdens de vijfde etappe     | opgave         |
| 192       | Jan Bakelants  |                       |                                        | 43e            |
| 193       | Chad Haga      | Winnaar: 21e etappe   |                                        | 105e           |
| 194       | Chris Hamilton |                       |                                        | 34e            |
| 195       | Jai Hindley    |                       |                                        | 35e            |
| 196       | Sam Oomen      |                       | Afgestapt tijdens de veertiende etappe | opgave         |
| 197       | Robert Power   |                       | Afgestapt tijdens de zesde etappe      | opgave         |
| 198       | Louis Vervaeke |                       | Afgestapt tijdens de dertiende etappe  | opgave         |

### Trek-Segafredo
| rugnummer | renner             | prestaties deze ronde | opmerkingen                              | eindklassering |
| --------- | ------------------ | --- | ---------------------------------------- | -------------- |
| 201       | Bauke Mollema      | |                                          | 5e             |
| 202       | Gianluca Brambilla | 12e etappe |                                          | 49e            |
| 203       | Giulio Ciccone     | Winnaar: 16e etappe 1e, 2e, 3e, 4e, 5e, 6e, 7e, 8e, 9e, 10e, 11e, 13e, 14e, 15e, 16e, 17e, 18e en 19e, 20e en 21e etappe | Winnaar Bergklassement                   | 16e            |
| 204       | Will Clarke        | |                                          | 141e           |
| 205       | Nicola Conci       | |                                          | 63e            |
| 206       | Michael Gogl       | |                                          | 97e            |
| 207       | Markel Irizar      | |                                          | 136e           |
| 208       | Matteo Moschetti   | | Niet van start gegaan in de elfde etappe | opgave         |

### UAE Team Emirates
| rugnummer | renner           | prestaties deze ronde             | opmerkingen                                                                       | eindklassering |
| --------- | ---------------- | --------------------------------- | --------------------------------------------------------------------------------- | -------------- |
| 211       | Fernando Gaviria | Winnaar: 3e etappe                | afgestapt in de zevende etappe                                                    | opgave         |
| 212       | Tom Bohli        |                                   |                                                                                   | 139e           |
| 213       | Simone Consonni  |                                   |                                                                                   | 131e           |
| 214       | Valerio Conti    | 6e, 7e, 8e, 9e, 10e en 11e etappe | niet gestart achttiende etappe                                                    | opgave         |
| 215       | Marco Marcato    |                                   |                                                                                   | 99e            |
| 216       | Sebastián Molano |                                   | Door het team uit de ronde gehaald wegens "ongewone waarden" tijdens een controle | opgave         |
| 217       | Jan Polanc       | 12e en 13e etappe                 |                                                                                   | 15e            |
| 218       | Diego Ulissi     |                                   |                                                                                   | 42e            |

## Deelnemers per land
| Deelnemers | Land                                                                                               |
| ---------- | -------------------------------------------------------------------------------------------------- |
| 50         | Italië                                                                                             |
| 14         | Australië, Spanje                                                                                  |
| 10         | België                                                                                             |
| 9          | Frankrijk, Nederland                                                                               |
| 8          | Colombia, Duitsland                                                                                |
| 7          | Verenigde Staten                                                                                   |
| 4          | Polen, Rusland, Slovenië, Verenigd Koninkrijk                                                      |
| 3          | Denemarken, Zwitserland                                                                            |
| 2          | Ecuador, Ierland, Japan, Luxemburg, Oostenrijk, Tsjechië, Zweden                                   |
| 1          | Canada, Costa Rica, Eritrea, Estland, Israël, Kazachstan, Letland, Litouwen, Portugal, Zuid-Afrika |

1e etappe ·
2e etappe ·
3e etappe ·
4e etappe ·
5e etappe ·
6e etappe ·
7e etappe ·
8e etappe ·
9e etappe ·
10e etappe ·
11e etappe ·
12e etappe ·
13e etappe ·
14e etappe ·
15e etappe ·
16e etappe ·
17e etappe ·
18e etappe ·
19e etappe ·
20e etappe ·
21e etappe
Startlijst · Eindstanden · Afbeeldingen